# Stefano Sensi
Stefano Sensi (Urbino, 5 de agosto de 1995) é um futebolista profissional italiano que atua como meia. Atualmente, joga no Monza.

## Carreira
Stefano Sensi começou a carreira no Cesena.

## Títulos
Internazionale
- Campeonato Italiano: 2020–21[3], 2023–24
- Supercopa da Itália: 2021[4], 2023